# 肯尼·阿特金森
肯尼斯·尼爾“肯尼”阿特金森（英語：Kenneth Neil "Kenny" Atkinson，1967年6月2日—），美國前職業籃球運動員，曾是亞特蘭大老鷹隊的助理教練。此前，2007 - 08年度他曾擔任休斯頓火箭隊球員發展的的總監。出生在紐約亨廷頓，阿特金森曾经带领里士满大学打入1988年的NCAA十六强。

## 球員生涯
他曾在意大利、法国、德國、西班牙和荷蘭打過職業聯賽。從1990年到2004年他参加过多次的NBA季前賽，包括1991年的纽约尼克斯。

## 教練生涯
2008年8月6日阿特金森加盟纽约尼克斯教練組擔任邁克·德安東尼助理教練。
2012年，在與尼克斯四個賽季，他加入了亞特蘭大老鷹擔任迈克·布登霍尔泽助理教練。

### 布魯克林籃網
在2016年4月17日，布魯克林籃網宣布阿特金森在即将开始的2016賽季擔任主教練工作。籃網跟總教練Kenny Atkinson 以及他的教練團成員續約。阿特金森(Kenny Atkinson)與布魯克林籃網分道揚鑣。

### 洛杉磯快艇
在2020年11月16日，洛杉磯快艇宣布阿特金森在即将开始的2020賽季擔任助理教練工作。

### 金州勇士 (2021–2024)
在2021年8月13日，金州勇士宣布阿特金森在即将开始的2021賽季擔任助理教練工作，在2022年NBA總決賽中，勇士隊在六場比賽中擊敗波士頓凱爾特人後，他贏得了他的第一個NBA總冠軍。 據報導在總決賽期間，阿特金森接受了夏洛特黃蜂隊主教練的工作，但決定留在勇士隊擔任助理教練。

### 克里夫蘭騎士 (2024–現在)
在2024年6月24日，阿特金森與克里夫蘭騎士簽下五年合約擔任總教練。

## 主教练战绩
| 队伍         | 赛季    | 常规赛 | 常规赛 | 常规赛 | 常规赛 | 常规赛 | 季后赛 | 季后赛 | 季后赛 | 季后赛 | 季后赛              |
| 队伍         | 赛季    | 比赛   | 胜     | 负     | 胜率   | 排名   | 比赛   | 胜     | 负     | 胜率   | 结果                |
| ------------ | ------- | ------ | ------ | ------ | ------ | ------ | ------ | ------ | ------ | ------ | ------------------- |
| 布魯克林籃網 | 2016-17 | 82     | 20     | 62     | .244   | 5      | -      | -      | -      | .      | 未進入              |
| 布魯克林籃網 | 2017-18 | 82     | 28     | 54     | .341   | 5      | -      | -      | -      | .      | 未進入              |
| 布魯克林籃網 | 2018-19 | 82     | 42     | 40     | .512   | 4      | 5      | 1      | 4      | .200   | 第一輪(1-4敗七六人) |
| 布魯克林籃網 | 2019-20 | 62     | 28     | 34     | .452   | -      | -      | -      | -      |        | 辭職                |
| 克里夫蘭騎士 | 2024-25 | 82     | 64     | 18     | .780   | 1      | 9      | 5      | 4      | .556   | 第二輪(1-4敗步行者) |
| 总计         | 总计    | 390    | 182    | 208    | .467   |        | 14     | 6      | 8      | .429   |                     |

| 前任： 托尼·布朗 | 布魯克林籃網主教练 2016–2020 | 繼任： 雅克·沃恩 |